# El Ogla (Tébessa)
El Ogla è un comune dell'Algeria, situato nella provincia di Tébessa.